# Фуэнхирольский биопарк
Фуэнхиро́льский биопа́рк (исп. Bioparc Fuengirola) — зоопарк в городе Фуэнхироле в андалусской провинции Малага. Специализируется на тропических животных, преимущественно из Азии и Африки. Торжественное открытие зоопарка состоялось в 1978 году. В 1999 году в зоопарке был произведён ремонт. В 2010 году название было изменено на «биопарк». Участвует в нескольких проектах, организованных Европейской ассоциацией зоопарков и аквариумов, в том числе в разведении животных, находящихся на грани исчезновения: карликового бегемота, западной равнинной гориллы, лемуров.